# Allée couverte von Dampont
Die Allée couverte von Dampont stammt aus dem Dorf Us und steht heute auf dem Gelände des Museums Tavet-Delacour in Pontoise im Département Val-d’Oise in Frankreich.
Das mit etwa 8,0 Metern nicht sehr lange, ursprünglich eingetiefte Galeriegrab, mit Vorkammer im Nordwesten, bestand aus elf, teils sehr großen seitlichen Tragsteinen und den beiden Endplatten. Hinzu kommen die Platten der Vorkammer. Während einzelne Seitensteine fehlen bzw. durch Beton ergänzt wurden, fehlt die Deckenkonstruktion komplett. Interessant an der Anlage ist das äußerst seltene rechteckige, anstatt runde Seelenloch.
In der Nähe liegt die Allée couverte du Cimetière aux Anglais, ein weiteres Galeriegrab und der Menhir Grande Pierre de Jouy.

Allée couverte von Dampont
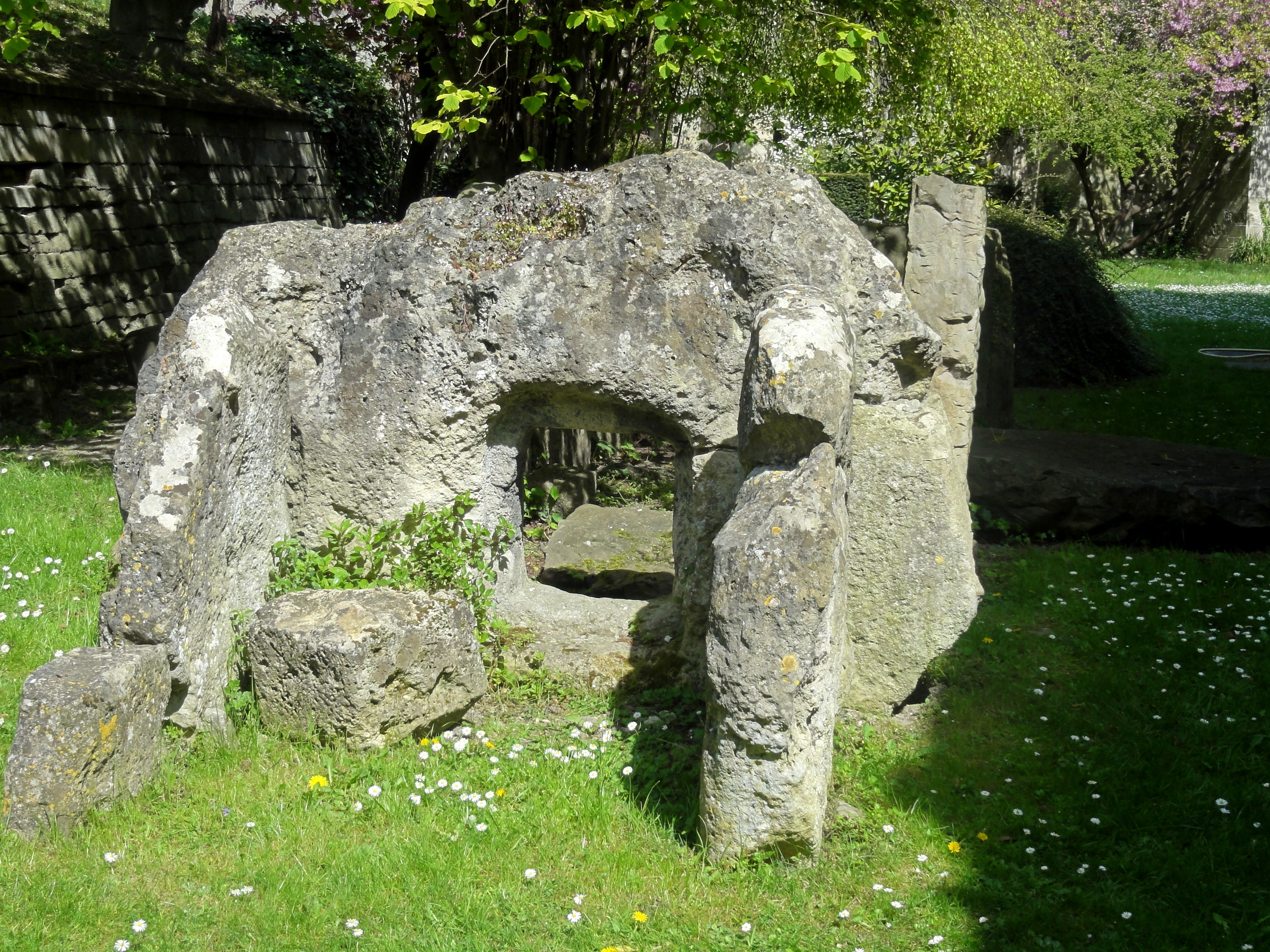
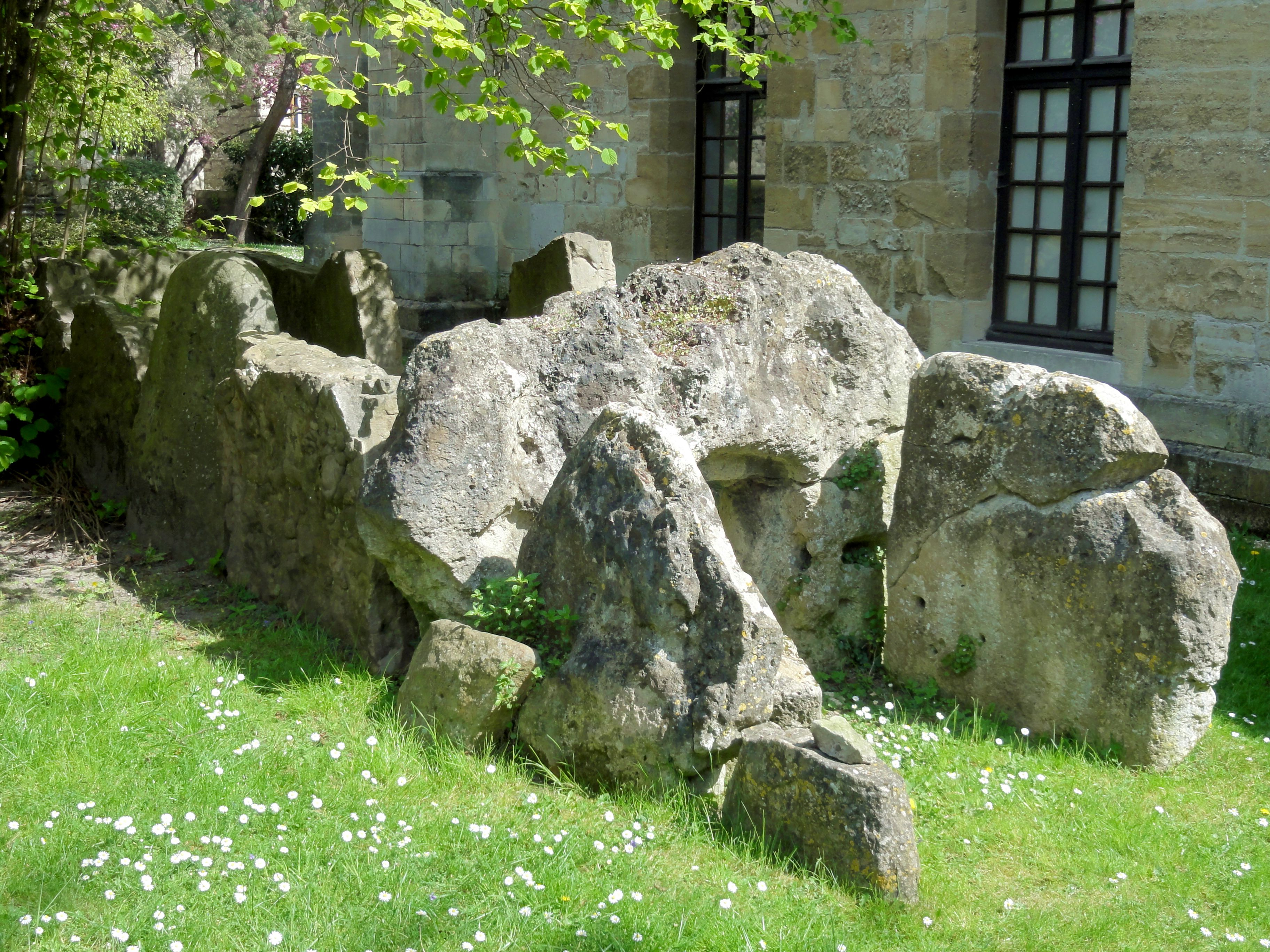
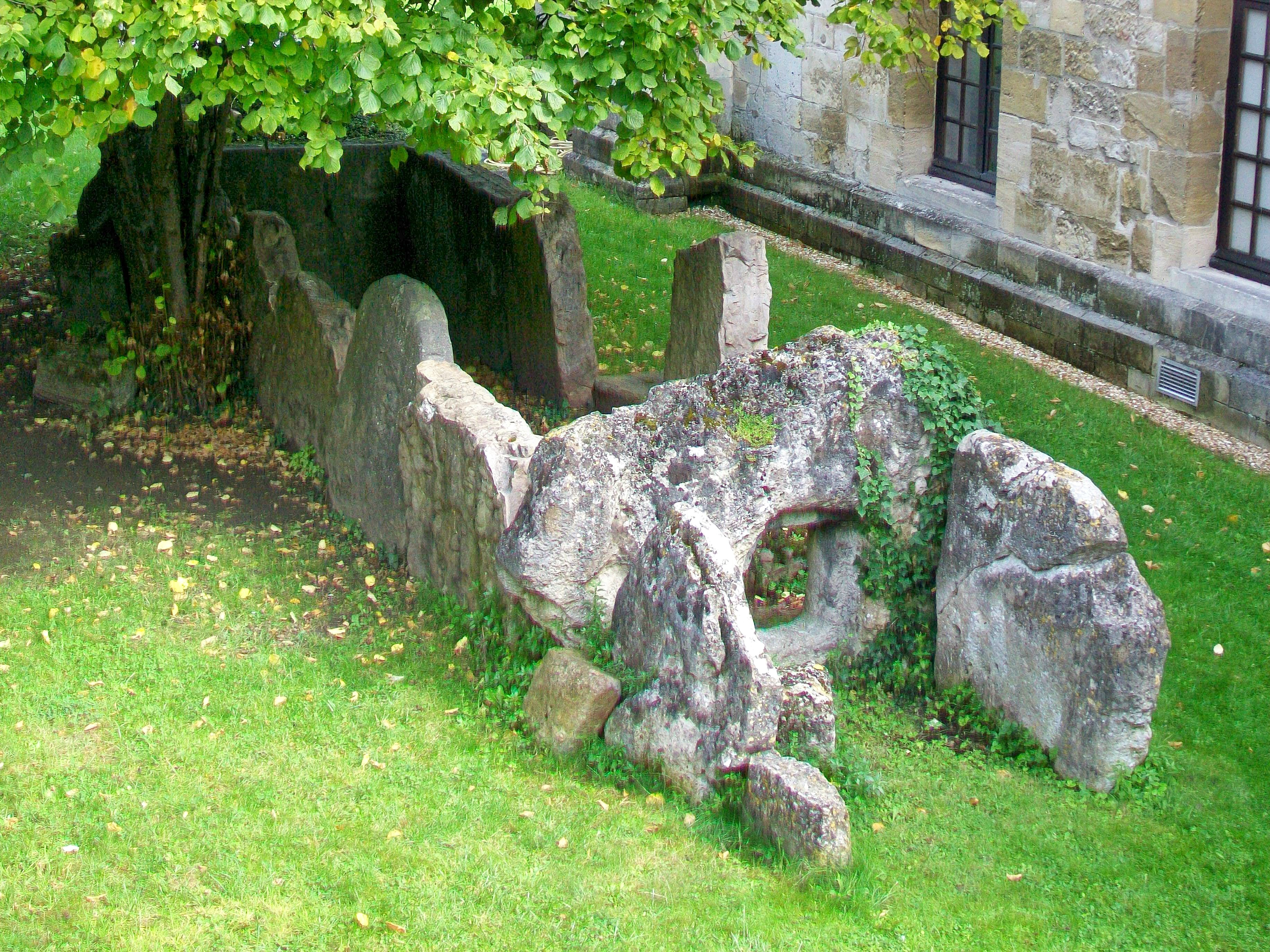